# Пайич, Миле В.
Миле В. Пайич (серб. Миле В. Пајић, родился в городе Шабац, 1958) г. — отмеченный наградами сербский художник-визуалист, культурный деятель, исследователь, автор монографий о культурном и церковном наследии, издатель и администратор в нескольких сербских культурных учреждениях.
Среди прочего, в 2007 году Пайич был награжден Золотым медалем культурного и образовательного сообщества Сербии за его работу в области культуры. Живет и творит в Белградe.

### Художественная работа
Пайич от техник рисования занимается рисунком, масляной живописью и особенно акварельем более тридцати лет. Его художественное выражение основано на опыте художественной традиции Христианского Балкана, импрессионизме и связанных с ним более поздних опытов, а также на русской традиционной живописи второй половины XIX века, возникшей в движении передвижника. Представлен в монографии «Русско-сербская живопись», изданной в России в 2014 году.

### Культурная работа
На протяжении десятилетий Миле В. Пайич занимается исследованием и сбором документальных материалов с целью сохранения национального наследия сербов и подтверждения сербского искусства, которое берет свое начало в сербском средневековье, которое питает дух византийской цивилизации.
Исходя из того материала, Пайич сформировал проект «Сокровище сербской духовности» (серб. Ризница српске духовности) в середине 1990-х годов, который охватывал национальное наследие сербов, собранное посредством документации духовной, культурной и государственной истории.
Пайич является одним из основателей и редактором издательства «Сокровище сербской духовности» (серб. Ризница српске духовности) в Белграде.
Является вице-президентом по культуре Общества друзей монастыря Св. Николай Српский (серб. Друштва пријатеља манастира Св. Николаја Српског) в Любовие и один из основателей Общины «Досифей Обрадович» (серб. Задужбина «Доситеј Обрадовић») в Белграде.
Также является создателем музейной выставке в Монастыре Соко в городе Соко Город, основаннoй на картинах, сделанных для издания «Сокровища сербской духовности» 1-6, содержащих 260 иллюстраций, рукой раскрашенных карт и рисунков, представляющих обзор духовной истории Сербии.

## Более важные выставки
Персональные выставки
- Св. монастырь Хиландар, Сербская Императорская Лавра, Монастырь Св. Николай Сербский, 2004; Шабац, 2005; Обреновац, 2005; Министарство для дияспоры, Београд, 2005;  Институт изучения культурного развития Сербии, Белград, 2014 г.
- «Святыни сербского народа», в рамках Книжной ярмарки на Белградской ярмарке, Белград, 2009 г.
- «Белград в акварели», Дом Джуры Якшичa, Белград, 2016 г.
- «Белград, город утопии», Институт изучения культурного развития Сербии, Белград, 2016 г.

Выставки со Рас Арт-а:
- Галерея 73, Белград, 2012 г.
- Галерея Икар в Центре ВВС, Земун, 2013 г.
- Институт изучения культурного развития, Белград, 2013 г.
- Галерея «Дом Джуры Якшича», Белград, 2013 г.
- Студенческий культурный центр, Новый Белград, Галерея 73, Белград, в рамках тематической выставки «1700 лет Миланского эдикта» в рамках выставок Белград — Пожаревац — Трстеник — Ниш, 2013 г.

## Книжные иллюстрации
- Издание «Сокровища сербской духовности» в 6 книгах, автор Миле В. Пайич[3]
- «Дорога к свету», авторское стихотворение Хаджи Петра Солара.

## Книги с авторскими текстами или иллюстрациями
- Свети манастир Хиландар, српска царска лавра, издавач Ризница српске духовности, Београд, 2005, 2009; издања на српском, руском, енглеском и немачком језику, Ризница српске духовности и Службени гласник, Београд, 2015.[4]
- Светиње старе Рашке, задужбине Немањића, Ризница српске духовности, Београд, 2009.
- Светиње средњовековне Србије, наслеђе хришћанског Оријента, Ризница српске духовности, Београд, 2009.
- Светиње моравске Србије, ризнице завештања Немањића, Ризница српске духовности, Београд, 2009.
- Светиње српског народа, манастири на размеђу истока и запада, Ризница српске духовности, Београд, 2009.
- Светиње обновљене Србије, светосавље за будућност српског народа , Ризница српске духовности, Београд, 2009.

## Эссе
- Пајић, Миле В. Горостас, оглед, Пројекат Растко, 2019.
- Пајић, Миле В. У сећање: Зоран Михајловић (1955—2019), Миле В. Пајић, Пројекат Растко, 2019.
- Пајић, Миле В. Славјански пленер: једно путовање на Исток, уметнички путопис из Белгорода, Пројекат Растко, 2018.
- Пајић, Миле В. Од фреске до стрипа, Култура, научни часопис за теорију и социологију културе и културну политику, Београд, број 165/2019. У оквиру међународног темата «Стрип и идентитет»